# Publicistika
Publicistika (lat. publicus = veřejný, obecní) je označení typu žurnalistické tvorby a výsledku takovéto tvorby, která je zaměřena na veřejnost a určena k publikování. Na rozdíl od zpravodajství obsahuje kromě informací také „autorův subjektivní názor“ na některé aktuální téma.
Publicista je člověk, který se v novinách, v televizi, rozhlase, filmu či na internetu aktivně vyjadřuje k různým, často aktuálním tématům, především hospodářským, politickým, sociálním či kulturním.

## Publicistické žánry
- článek
- esej
- fejeton
- interview (někdy)
- komentář
- reportáž (na pomezí)
- sloupek
- a další